# بیت القرآن

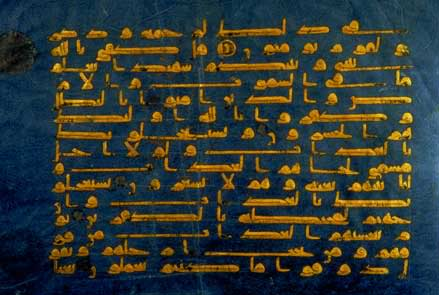
بیت القرآن

بیت القرآن (عربی: بیت القرآن) (به معنای خانه قرآن) یک مجموعه چندمنظوره با هدف نگهداری و نمایش هنرهای اسلامی می‌باشد. این بنا در شهر حورا در شمال بحرین قرار دارد. بیت القرآن در سال ۱۹۹۰ میلادی بنیان‌گذاری شده و به خاطر موزه اسلامی واقع در آن مشهور گردیده است. این موزه یکی از شناخته‌شده‌ترین موزه‌های اسلامی در جهان به شمار می‌رود.